# Средневасюганское сельское поселение
Средневасюга́нское се́льское поселе́ние — муниципальное образование (сельское поселение) в Каргасокском районе Томской области, Россия. В состав поселения входят 3 населённых пункта. Административный центр поселения — село Средний Васюган. Население — 1301 чел. (2021).

## История
Первый населённый пункт — село Васюган — возник здесь в XVIII веке. В 1785 г. была освящена местная церковь. Основу местной жизни составляли охота и рыболовство.
В 1920-х годах появилась первая больница. В 1930-е годы здесь появились спецпереселенцы. Село стало называться Средний Васюган. Поселенцы занимались в основном животноводством, охотой, рыболовством, землепашеством.
В 1960-х годах в здешних местах была найдена нефть. Средний Васюган превратился в базу Васюганской нефтегазоразведочной экспедиции, став из сельскохозяйственного промышленным поселением. За более чем 30 лет нефте- и газодобычи население выросло втрое.
После застоя 1990-х годов добыча углеводородов возобновилась. Были расконсервированы Мыльджинское, Северовасюганское и другие газоконденсатные месторождения.
Собственно само муниципальное образование «Средневасюганское сельское поселение» образовано в 2005 г.
В 2012 году в состав поселения было включено Тевризское сельское поселение.

## География
Через поселение протекает река Васюган. Площадь — 766,17 км². Расстояние от Среднего Васюгана до Каргаска — 230 км, до Томска — 710 км.
Рельеф местности — плоский, равнинный, заболоченный. Бо́льшую часть поселения занимают леса и болота. Уровень заболоченности в районе реки Васюган составляет от 40 % до 70 %. За пределами болот и лесов почвы песчаные и супесчаные.
В лесах растут в основном кедр, сосна, пихта, лиственница, осина, берёза.
В лесах обитают медведь, волк, белка, лось, норка, соболь, глухарь, косач. Местное население ведёт в лесах заготовку дикоросов, грибов, кедровых орехов.

## Население
| 2002  | 2010  | 2012  | 2013  | 2014  | 2015  | 2016  |
| ----- | ----- | ----- | ----- | ----- | ----- | ----- |
| 2790  | ↘2140 | ↘2043 | ↗2142 | ↘2062 | ↘1975 | ↘1928 |
| 2017  | 2018  | 2019  | 2020  | 2021  |       |       |
| ↘1899 | ↘1845 | ↘1792 | ↘1746 | ↘1301 |       |       |

## Населённые пункты и власть
| Населённый пункт   | Население (01.01.2006) | Население (01.01.2007) | Население (01.01.2012) | Население (01.08.2012) |
| ------------------ | ---------------------- | ---------------------- | ---------------------- | ---------------------- |
| с. Средний Васюган | 2198                   | 2180                   | 1700                   | 1622                   |
| с. Мыльджино       | 550                    | 526                    | 482                    | 419                    |
| с. Новый Тевриз    | н/д                    | н/д                    | 230                    | 214                    |

Сельским поселением управляют глава поселения и Совет. Глава сельского поселения — Русаков Андрей Кузьмич.

## Экономика
Основу местной экономики составляют нефте- и газодобыча, сельское хозяйство, розничная торговля, сбор дикоросов (брусника, голубика, черника, клюква, чёрная смородина), рыболовство (щука, язь, окунь, чебак). Основные предприятия: ОАО «Томскгазпром», ЗАО «Инвестиционная Газовая Компания». Работают восемнадцать магазинов, два кафе.
На долю сельскохозяйственных угодий приходятся 847 га, из них на сенокосы — 438 га, на пастбища — 317 га.

## Образование, социальная сфера и культура
На территории поселения работают: три школы, два дома культуры, фельдшерско-акушерский пункт, две библиотеки, два детских сада, сестринский уход, амбулатория.